# Adolf Huber (Bergsteiger)
Adolf Huber (* 15. Februar 1939 in Palfau; † 14. April 2015 in Chitre, Jiri, Distrikt Dolakha in Nepal) war ein österreichischer Alpinist und Kommunalpolitiker.

## Leben
Adolf „Adi“ Huber wurde in Palfau in der Steiermark geboren und wuchs dort auf. Seine Brüder sind die Bergsteiger Franz Huber und Alois Huber. Während seiner Lehrzeit als Zimmerer bei der Alpine Montan in Eisenerz fand er Zugang zu jungen Kletterern und machte erste schwierige Touren im Gesäuse, am Dachstein und Großglockner. Bald führte der Weg in die Westalpen, wo sich die schwierigsten Kletterrouten Westeuropas befanden. Im Jänner 1962 erregte ein Versuch der ersten Winterbegehung der Matterhorn-Nordwand, die er gemeinsam mit seinem Bruder Franz Huber und Hubert Sedlmayr unternahm, breite öffentliche Aufmerksamkeit. Danach führten ihn Expeditionen in den Hindukusch, den Pamir, den Himalaya, die Anden und in die Rocky Mountains, wo er einige Erstbesteigungen und Erstbegehungen machte. 1967 absolvierte er die Ausbildung zum staatlichen Schi- und Bergführer und eröffnete 1969 mit seinem Bruder Alois die Bergsteigerschule Wilder Kaiser am Hans-Berger-Haus im Wilden Kaiser. 1975 gründete er mit einigen anderen eine eigene Ortsgruppe der Naturfreunde in Palfau.
Von 1979 bis 1995 war er Bürgermeister (SPÖ) der Gemeinde Palfau (seit 2015 Teil der Gemeinde Landl).

## Soziales Engagement
Adi Huber war langjähriger Landeseinsatzleiter der Bergrettung Steiermark und maßgeblich an der Durch- und Umsetzung des Steiermärkischen Rettungsdienstgesetzes von 1989 und der offiziellen Anerkennung des Bergrettungsdienstes als Einsatzorganisation beteiligt. In Nepal, wo er für eine befreundete Sherpa-Familie ein Haus baute, hatte er eine zweite Heimat gefunden. Am 14. April 2015 starb er im Haus seiner Freunde in Chitre. Nur wenige Tage danach erschütterte das katastrophale Erdbeben in Nepal 2015 die Region und zerstörte und beschädigte viele Häuser. Mit vereinten Kräften gelang es der Familie Huber gemeinsam mit Freundinnen und Freunden das Haus zu retten und die zerstörte Jirishwory Primary School in Chitre wiederaufzubauen.

## Bergsteigerische Leistungen (Auswahl)
- 1962: Versuch der ersten Winterbegehung der Matterhorn-Nordwand gemeinsam mit seinem Bruder Franz Huber und Hubert Sedlmayr[5]
- Eisenerzer Hindukusch-Expedition 1965: Dritte Besteigung des Kuh-e Bandaka, Erstbesteigungen des Kuh-e-Bandaka Tawika (6130 m), des Kuh-e-Bandaka Uris (6010 m) und des Kuh-e-Akher Sakhi (5170 m)[6]
- Österreichische Pamirfahrt 1967: Erste Längsüberschreitung des Pik Lenin (7134 m) gemeinsam mit Franz Michlmayr[7]
- Österreichische Dr.-Rudolf-Jonas-Gedächtnisexpedition 1971: Erstbesteigung des Dhaulagiri II (7760 m) gemeinsam mit Jangbu Sherpa, Adolf Weißensteiner und Ronald Fear[8]
- Erste Europäische Mount-Everest-Expedition 1972: Teilnahme an der von Karl Maria Herrligkoffer organisierten Expedition mit dem Ziel der Erstbegehung der Südwestwand des Mount Everest. Die Expedition wurde nach einem Schlechtwettereinbruch abgebrochen. Adi Huber und Felix Kuen hatten eine Höhe von 8550 m erreicht.[9]
- Österreichische Dhaula-Himal-Expedition 1973: Versuch der Erstbesteigung des Dhaulagiri IV (7651 m), auf dem zuvor fünf Österreicher und ein Sherpa bei der Österreichischen Himalaya-Expedition 1969 verschollen waren. Nach einem Wetterumsturz, der die Gipfelgruppe am Grat kurz vor dem Gipfel zwei Nächte festhielt, wurde die Expedition abgebrochen.[10]
- Österreichische Dhaulagiri-Expedition 1981: Versuch der Besteigung des Dhaulagiri (8167 m). Nach mehreren krankheitsbedingten Ausfällen von Teilnehmern und einem Schlechtwettereinbruch wurde die Expedition abgebrochen.[11]